# 음란한 아오는 공부를 할 수 없어
《음란한 아오는 공부를 할 수 없어》(일본어: 淫らな青ちゃんは勉強ができない 미다라나 아오 찬와 벤쿄가 데키나이[*]))는 카와하라 렌이 글을 쓰고 그림을 그린 일본 만화 시리즈이다. 이 시리즈는 2015년 10월부터 2018년 12월까지 고단샤의 소년잡지 에지(Edge)에 연재되었으며 단행본 8권으로 편찬되었다. 이 만화는 2018년 9월부터 영어로 만화를 디지털 방식으로 출시하기 시작한 고단샤 USA에 의해 북미에서 라이선스를 받았다. 속편 만화는 2019년 1월에 출시되었으며 SILVER LINK.가 각색한 애니메이션 TV 시리즈는 2019년 4월 6일부터 6월 22일까지 방영되었다.

## 줄거리
호리에 아오는 유치원 시절 자신에 대한 짧은 에세이를 썼는데, 에로소설 작가인 아버지 하나사키 호리에 때문에 곧 후회하게 된다. 아버지에게서 벗어나 명문 대학 진학을 목표로 하는 아오는 곧 고등학교 1학년 때 키지마 타쿠미를 만난다. 아오는 타쿠미를 피할 방법을 찾지 못하고, 둘이 커플로 함께 있는 것을 끊임없이 생각한다. 아오는 아버지가 자신의 사고방식에 영향을 미쳤다고 믿는다.

## 등장인물
호리에 아오(堀江青)
성우 - 와키 아즈미
본작의 주인공인 여고생. 제1화 시점에서 1학년. 이름은 야외 성교에 연관되지만, 말의 진정한 의미를 모르고 자신의 이름의 유래를 초등학교 1학년의 수업 참관으로 당당히 발표해 버린 것으로, 처음으로 진정한 의미를 알고 있다.
키지마 타쿠미(木嶋拓海)
성우 - 테라시마 준타
빨강머리가 특징인 파랑의 동급생. 교우관계가 넓고, 아오가 말하기를 독자모델로 삼고 있는 듯 아오는 마음대로 리얼충킹이라고 칭하고 있다.
호리에 하나사키(堀江花咲)
성우 - 츠다 켄지로
아오의 아버지. 딸 바보. 본명은 불명. 용모는 땅딸막하고, 항상 이등신으로 그려져 있다.
타카오카 미야비(高岡 雅)
성우 - 키무라 쥬리
아오의 초등학생 시절의 동급생으로, 아오와는 다른 'S녀'에 다니는 여고생.
야베 소이치로(矢部総一郎)
성우 - 콘도 타카시
호리에 하나사키의 담당편집자. 아오의 가정교사를 한 적도 있었다.
우에하라 마사키(上原将生)
성우 - 시라이 유스케
키지마의 친구.

## 서지 정보
- 카와하라 렌 《음란한 아오는 공부를 할 수 없어》 고단샤 〈매거진 에지 KC〉, 전 8권
  1. 2016년 6월 17일 발매[1], ISBN 978-4-06-391015-5
  2. 2016년 11월 17일 발매[2], ISBN 978-4-06-391039-1
  3. 2017년 3월 17일 발매[3], ISBN 978-4-06-391062-9
  4. 2017년 7월 14일 발매[4], ISBN 978-4-06-391073-5
  5. 2017년 11월 16일 발매[5], ISBN 978-4-06-510462-0
  6. 2018년 4월 17일 발매[6], ISBN 978-4-06-511476-6
  7. 2018년 9월 14일 발매[7], ISBN 978-4-06-512895-4
  8. 2019년 1월 17일 발매[8], ISBN 978-4-06-514351-3

## TV 애니메이션
2019년 4월부터 6월까지 마이니치 방송 '아니메이즘' B1 시간대에서 방송되었다.

### 스태프
- 원작 - 카와하라 렌
- 감독 - 이노우에 케이스케
- 시리즈 구성·각본 - 요코테 미치코
- 캐릭터 디자인·총작화 감독 - 오오시마 미와
- 프롭 디자인 - 나오키 사치코
- 미술 감독 - 미야케 마사카즈
- 미술 설정 - 미야케 사오리
- 색채 설계 - 요시다 하야토
- 촬영 감독 - 사토 아츠시
- 3D 감독 - 키타무라 히로히사
- 편집 - 타키가와 미사토
- 음향 감독 - 카메야마 토시키
- 음향 제작 - 그루브(グルーヴ)
- 음악 - 츠츠미 히로아키
- 음악 제작 - DMM Music
- 프로듀서 - 시노다 카나, 후루카와 신, 아오이 히로유키
- 애니메이션 프로듀서 - 카네코 하야토, 시미즈 유토
- 애니메이션 제작 - SILVER LINK.
- 제작 - 음란한 아오 제작위원회

### 주제가
WONDERFUL WONDER
에드거 설리반에 의한 오프닝 테마. 작사·작곡은 사사키 모에, 편곡은 사사키 모에, Soma Genda.
사랑은 미라클(恋はミラクル)
스피라 스피카에 의한 엔딩 테마. 작사는 미키하, 테라니시 유지, 작곡은 테라니시 유지, 편곡은 시게나가 료스케.

### 에피소드 목록
| 화수 | 제목                                                                   | 그림 콘티         | 연출              | 작화 감독                                                                 | 방송일         |
| ---- | ---------------------------------------------------------------------- | ----------------- | ----------------- | ------------------------------------------------------------------------- | -------------- |
| #01  | 青ちゃんは青春ができない 아오는 청춘을 즐길 수 없어                    | 이노우에 케이스케 | 이노우에 케이스케 | 코토부키 무로우 후나코시 마유미                                           | 2019년 4월 6일 |
| #02  | 青ちゃんは上手に断れない 아오는 잘 거절할 수 없어                      | 이노우에 케이스케 | 이노우에 케이스케 | 코토부키 무로우 후나코시 마유미 카도키 유스케                             | 4월 13일       |
| #03  | 青ちゃんは下半身が守れない 아오는 아랫도리를 지킬 수 없어              | 호리우치 유야     | 호리우치 유야     | 코토부키 무로우 나가이 리나                                               | 4월 20일       |
| #04  | 雅ちゃんは負けたくない 미야비는 지고 싶지 않아                         | 호리우치 유야     | 호리우치 유야     | 후루야 리에 아키타 히데토 타카하시 타카코 마에하라 카오루 타카츠마 타쿠미 | 4월 27일       |
| #05  | 青ちゃんは童貞を導けない 아오는 동정을 가르칠 수 없어                  | 미나토 미라이     | 에노모토 마모루   | 모리 에츠히토 코토부키 무로우 나가카와 카오루 타카하시 타카코             | 5월 4일        |
| #06  | 木嶋くんはもう待てない 키지마는 더 기다릴 수 없어                      | 미나토 미라이     | 이베 유시         | 이마다 아카네 미즈사키 켄타 후루야 리에                                   | 5월 11일       |
| #07  | 青ちゃんは海でもかまわない 아오는 바다라도 상관없어                    | 이베 유시         | 이베 유시         | 코토부키 무로우 후나코시 마유미 히사마츠 사키                             | 5월 18일       |
| #08  | 木嶋くんは精力が足りない 키지마는 정력이 부족해                        | 이노우에 케이스케 | 에노모토 마모루   | 후나코시 마유미 후루야 리에                                               | 5월 25일       |
| #09  | 青ちゃんは妄想じゃ足りない 아오는 망상으론 부족해                      | 호리우치 유야     | 호리우치 유야     | 코토부키 무로우 후나코시 마유미 미즈사키 켄타                             | 6월 1일        |
| #10  | お父さんは応援できない 아빠는 응원할 수 없어                           | 호리우치 유야     | 호리우치 유야     | 모리모토 아키에 히사마츠 사키 미즈사키 켄타 후루야 리에 코토부키 무로우   | 6월 8일        |
| #11  | 青ちゃんはプルプルパンツがはけない 아오는 매끈매끈 팬티를 입을 수 없어 | 미나토 미라이     | 이베 유시         | 코토부키 무로우 미즈사키 켄타 후나코시 마유미                             | 6월 15일       |
| #12  | 青ちゃんは勉強ができない 아오는 공부를 할 수 없어                      | 이노우에 케이스케 | 이노우에 케이스케 | 이마다 아카네 미즈사키 켄타 코토부키 무로우 후나코시 마유미 후루야 리에   | 6월 22일       |

| 마이니치 방송 아니메이즘 B1 | 마이니치 방송 아니메이즘 B1              | 마이니치 방송 아니메이즘 B1 |
| 이전 작품                   | 작품명                                   | 다음 작품                   |
| --------------------------- | ---------------------------------------- | --------------------------- |
| 도메스틱 그녀               | 센류소녀/음란한 아오는 공부를 할 수 없어 | 그란벨름                    |